# ۴۹ (پیش از میلاد)
۴۹ (پیش از میلاد) ۴۹مین سال قبل از تقویم میلادی است.